# Форрест Молінарі
Форрест Енн Молінарі (англ. Forrest Ann Molinari; нар. 4 вересня 1995, Волнат-Крік, округ Контра-Коста, штат Каліфорнія) — американська борчиня вільного стилю, бронзова призерка чемпіонату світу, триразова чемпіонка та бронзова призерка Панамериканських чемпіонатів, чемпіонка Панамериканських ігор, срібна призерка Кубку світу в командному заліку.

## Життєпис
Народилася в місті Волнат-Крік, Каліфорнія. Закінчила середню школу в місті Беніша, Каліфорнія.
Боротьбою почала займатися з 2009 року.
Виступає за клуби «Hawkeye Wrestling Club», «Titan Mercury Wrestling Club». Тренери — Марк Перрі, Террі Стейнер, Владислав Ізбойников.

## Спортивні результати на міжнародних змаганнях

### Виступи на Чемпіонатах світу
| Змагання                        | Збірна | Вагова категорія          | Місце  |
| ------------------------------- | ------ | ------------------------- | ------ |
| Чемпіонат світу з боротьби 2018 | США    | жіноча боротьба, до 65 кг | 5      |
| Чемпіонат світу з боротьби 2019 | США    | жіноча боротьба, до 65 кг | 5      |
| Чемпіонат світу з боротьби 2021 | США    | жіноча боротьба, до 65 кг | Бронза |

### Виступи на Панамериканських чемпіонатах
| Змагання                                   | Збірна | Вагова категорія          | Місце  |
| ------------------------------------------ | ------ | ------------------------- | ------ |
| Панамериканський чемпіонат з боротьби 2017 | США    | жіноча боротьба, до 69 кг | Бронза |
| Панамериканський чемпіонат з боротьби 2018 | США    | жіноча боротьба, до 65 кг | Золото |
| Панамериканський чемпіонат з боротьби 2022 | США    | жіноча боротьба, до 65 кг | Золото |
| Панамериканський чемпіонат з боротьби 2023 | США    | жіноча боротьба, до 68 кг | Золото |

### Виступи на Панамериканських іграх
| Змагання                  | Збірна | Вагова категорія          | Місце  |
| ------------------------- | ------ | ------------------------- | ------ |
| Панамериканські ігри 2023 | США    | жіноча боротьба, до 68 кг | Золото |

### Виступи на Кубках світу
| Змагання                    | Збірна | Вагова категорія | Місце  |
| --------------------------- | ------ | ---------------- | ------ |
| Кубок світу з боротьби 2017 | США    | команда          | 4      |
| Кубок світу з боротьби 2018 | США    | команда          | 4      |
| Кубок світу з боротьби 2019 | США    | команда          | Срібло |

### Виступи на інших змаганнях
| Змагання                                   | Збірна | Вагова категорія          | Місце  |
| ------------------------------------------ | ------ | ------------------------- | ------ |
| Міжнародний меморіал Дейва Шульца 2016     | США    | жіноча боротьба, до 69 кг | Срібло |
| Гран-прі Іспанії з боротьби 2016           | США    | жіноча боротьба, до 69 кг | 14     |
| Гран-прі Іспанії з боротьби 2017           | США    | жіноча боротьба, до 69 кг | Бронза |
| Міжнародний меморіал Дейва Шульца 2017     | США    | жіноча боротьба, до 65 кг | Золото |
| Flatz Open 2018                            | США    | жіноча боротьба, до 65 кг | Золото |
| Klippan Lady Open 2018                     | США    | жіноча боротьба, до 65 кг | 5      |
| Гран-прі Іспанії з боротьби 2018           | США    | жіноча боротьба, до 65 кг | 5      |
| Відкритий чемпіонат Польщі з боротьби 2018 | США    | жіноча боротьба, до 65 кг | Бронза |
| Гран-прі «Іван Яригін» 2019                | США    | жіноча боротьба, до 65 кг | 5      |
| Турнір Дана Колова — Николи Петрова 2019   | США    | жіноча боротьба, до 65 кг | Бронза |
| Beat the Streets 2019                      | США    | жіноча боротьба, до 65 кг | Золото |
| Турнір Яшара Догу 2019                     | США    | жіноча боротьба, до 65 кг | Золото |
| Гран-прі «Іван Яригін» 2020                | США    | жіноча боротьба, до 68 кг | Бронза |
| Гран-прі Франції Анрі Деглана 2021         | США    | жіноча боротьба, до 68 кг | Срібло |
| Відкритий чемпіонат Польщі з боротьби 2021 | США    | жіноча боротьба, до 68 кг | Бронза |
| Гран-прі «Іван Яригін» 2022                | США    | жіноча боротьба, до 65 кг | Срібло |
| Турнір Яшара Догу 2022                     | США    | жіноча боротьба, до 65 кг | Золото |
| Гран-прі Франції Анрі Деглана 2023         | США    | жіноча боротьба, до 68 кг | Бронза |
| Турнір Ібрагіма Мустафи 2023               | США    | жіноча боротьба, до 68 кг | Золото |
| Меморіал Імре Поляка та Яноша Варги 2023   | США    | жіноча боротьба, до 68 кг | Бронза |

### Виступи на змаганнях молодших вікових груп
| Змагання                                      | Збірна | Вагова категорія          | Місце |
| --------------------------------------------- | ------ | ------------------------- | ----- |
| Чемпіонат світу з боротьби серед юніорів 2015 | США    | жіноча боротьба, до 67 кг | 7     |
| Чемпіонат світу з боротьби серед молоді 2017  | США    | жіноча боротьба, до 69 кг | 16    |
| Чемпіонат світу з боротьби серед молоді 2018  | США    | жіноча боротьба, до 65 кг | 7     |